# Загреб
Загреб (на хърватски: Zagreb), предишно име Аграм (докато е в Австро-Унгария), е столицата и най-големият град на Хърватия. През 2021 г. населението на града е 769 944 души, а с метрополния регион, който се образува, населението става 1 271 150 души. Това е приблизително една четвърт от цялото население на Хърватия.
През 2005 г. населението му е от 973 667 жители, като в столичната област живеят 1 609 525 души (Загребска, Крапинско-загорска и Сисашко-мославска жупания), разположена по склоновете на планина Медведница (височина 1035 м) и покрай бреговете на река Сава (височина 120 м). Благоприятното географското положение – в северозападната част на Панонския басейн, простиращ се до алпийските, динарските, адриатическите и панонските райони – предоставя възможност за търговски обмен между Централна Европа и Адриатическо море.
Транспортно-търговското местоположение, индустриалната концентрация (металообработване, производство на електрически уреди, химикали, текстил, фармацевтика, дървообработване, кожарска, хартиена промишленост, печатарство и др.) и научноизследователските институти са в основата на икономическия живот на града. Считан е за напреднал град (в Източна Европа), като средните доходи и цените са под нивата на Запад.
В Загреб са разположени централни държавни учреждения – законодателни, съдебни, изпълнителни, парични, отбранителни, здравни, културни, транспортни и др.

## История
Макар че има следи от обитаване на територията на днешния град още от неолита, включително римския град Андаутония, с днешното си име Загреб е споменат за пръв път през 1094 г. Тогава унгарският крал Ласло I основава епископство на хълма Каптол. На съседния хълм Градец се развива отделна светска общност. Заселниците са тежко засегнати от монголското нашествие през 1242 г., но след оттеглянето им крал Бела IV обявява Градец за свободен град с цел да привлече чужди занаятчии.
През 14 и 15 век тези 2 общини активно се съревновават, икономически и политически. Епископството отлъчва Градец, който в отговор изгаря Каптол. Те си сътрудничат само при важни търговски начинания, като организирането на панаири. Тези средновековни общини – Градец и Каптол, в крайна сметка се сливат в град Загреб в началото на 17 век. Днес те са културният център на града. Каптолското епископство е преобразувано в Загребска архиепископия.
Построяването на железница (1860) дава възможност на старите предградия, които дотогава не представляват едно цяло, постепенно да се слеят в Долни град, характерен с ортогоналната си планировка. През австро-унгарския период градът е наричан с немското име Аграм. От 1868 г. провинция Хърватия и Славония получава автономия във вътрешните си дела, а в Загреб е седалището на управителя на провинцията с титлата бан, хърватското народно събрание (Сабор) и местното правителство, което име три министерства: на вътрешните работи, на правосъдието и отдел за вероизповедение и образование. Сборникът „Български народни песни“ на братя Миладинови е издаден в Загреб през 1861 г.
След Втората световна война на Югославия са предадени 9 от българските самолети ДАР-9 Синигер, като в музея в Загреб се съхранява последният останал представител от тях. През 1951 в града са проведени масови арести на студенти от НР Македония с Българско самосъзнание, като са известни имената на следните 14: Аспарух Пописаков, Илия Кръстев от Кочани, Борис Стрейов, Христо Зойчев от Прилеп, Никола Н. Самарджийски, Любка Чальовска, Цветанка Павлова, Пандора Бъчварова, Василка Велянова от Кичево, Димитър Долгов от Прилеп, Наум Михайлов от Скопие, Илия Рамбабов от Щип, Мария Миладинова и Лела Димитрова.
Между световните войни се появяват работнически квартали между железопътната линия и река Сава, както и жилищни квартали на средната класа по южните склонове на Медведница. След Втората световна война са построени нови квартали между железопътната линия и Сава, последвани в средата на 1950-те години от нови жилищни райони южно от реката, създавайки така наречения Нови Загреб. Градът се разраства също и на запад и на изток, поглъщайки села като Дубрава, Подсусед, Ярун, Блато и др. Урбанизирани ивици свързват Загреб с близките селища: Сесвете, Запрешич, Самобор, Дуго село и Велика Горица.
Южно от река Сава е построена голяма товарна железопътна гара и международното летище Плесо. Най-голямата промишлена зона Житняк на югоизток е продължение на промишлените зони в източните покрайнини на града, между Сава и района Пригорие. Изграден е околовръстен път през 1977 г.

## Култура

### Туризъм
Загреб е важен туристически център, не само по отношение на пътниците, пътуващи от останалата част на Европа към Адриатическо море, но и като туристическа дестинация. От края на войната града привлича близо един милион посетители годишно, главно от Австрия, Германия и Италия, а през последните години и много туристи от далечния изток (Южна Корея, Япония, Китай и последните две години от Индия). Той се превърна във важна туристическа дестинация не само в Хърватия, но и в Югоизточна Европа. Има много интересни забележителности и събития, които туристите могат да посетят в Загреб, например, двете статуи на Свети Георги, едната се намира на площад Република Хърватия, а другата на Каменита врата, за която се казва, че образът на Дева Мария е единственото нещо оцеляло при пожара от XVII век. Също така има и арт инсталация, която започва от улица Bogovićeva и представлява умален модел на Слънчевата система. Повечето хора не знаят за какво е предназначена статуята „Приземно Слънце“, а само драскат графити и подписи върху нея, но всъщност Слънцето е в умален мащаб, с много планети, разположени по целия Загреб в мащаб със Слънцето. През годината има и много фестивали и събития, което прави Загреб целогодишна туристическа дестинация.
През 2010 г. над 600 000 туристи са посетили града, с 10% увеличение спрямо 2011 г. През 2012 г. общо 675 707 туристи посетиха града. Рекордният брой на туристите посети Загреб през 2017 г. – 1 286 087, което е с 16% повече в сравнение с предходната година.

### Музеи
Многобройните музеи в Загреб отразяват историята, изкуството и културата не само на Загреб и Хърватия, но и на Европа и света. Около тридесет колекции в музеи и галерии съставляват над 3,6 милиона различни експонати, като тази бройка изключва експонатите в църковни и частни колекции.

## Икономика
Най-важните отрасли на промишлеността са производството на електрически машини и устройства, както и химическата, фармацевтичната, текстилната, хранително-вкусовата промишленост. Загреб е международен търговски и бизнес център, както и важен транспортен център, разположен на кръстопътя на Централна Европа, Средиземноморието и Югоизточна Европа. Почти всички от най-големите хърватски и централноевропейски компании и конгломерати имат централно управление в града.

## Известни личности
Родени в Загреб
- Еуген Кватерник (1825 – 1871), политик
- Яница Костелич (р. 1982), скиорка
- Ксения Еркер (р. 1954) певица
- Златко Кранчар (р. 1956), футболист
- Зоран Кривич (р. 1962), телевизионен водещ
- Роберт Зелчич (р. 1965), шахматист
- Звонимир Солдо (р. 1967), футболист

Починали в Загреб
- Тугомир Алаупович (1870 – 1958), писател
- Людевит Гай (1809 – 1872), писател
- Марко Дошен (1859 – 1944), политик
- Адам Мандрович (1839 – 1912), актьор, режисьор
- Анте Трумбич (1864 – 1938), политик
- Франьо Туджман (1922 – 1999), политик
- Ристо Зердески (1906 – 1970), актьор
- Люпка Димитровска (1946 – 2016), хърватска поп певица родом от Македония
- Арсен Дедич (1938 – 2015), хърватски композитор, певец, музикант и поет

Други личности
- Иван Мещрович (1883 – 1962), скулптор и архитект, къщата му е музей от 1952 г.
- Кметове на Загреб

## Други
На Загреб е наречена улица „Загребска“ в квартал „Овча купел“ в София (Карта).

## Побратимени градове
- Болоня, Италия (1963)
- Будапеща, Унгария (1994)
- Буенос Айрес, Аржентина (1972)
- Виена, Австрия (1994)
- Киото, Япония (1972)
- Краков, Полша (1975)
- Лисабон, Португалия (1977)
- Лондон, Великобритания (2009)
- Любляна, Словения (2001)
- Майнц, Германия (1967)
- Питсбърг, САЩ (1980)
- Подгорица, Черна Гора (2006)
- Сараево, Босна и Херцеговина (2001)
- Санкт Петербург, Русия (1968)
- Тирана, Албания (2009)
- Тромсьо, Норвегия (1971)
- Шанхай, Китай (1980)